# Sturnira magna
Sturnira magna là một loài động vật có vú trong họ Dơi mũi lá, bộ Dơi. Loài này được de la Torre mô tả năm 1966.